# Sebastes elongatus
Sebastes elongatus är en fiskart som beskrevs av Ayres, 1859. Sebastes elongatus ingår i släktet Sebastes och familjen kungsfiskar. Inga underarter finns listade i Catalogue of Life.